# Муравлёвский Усекновенский монастырь
Муравлёвский Усекновенский монастырь — упразднённый женский старообрядческий монастырь, существовавший в селе Муравлёвка (ныне Одесская область Украины) в 1909—1948 годах.

## История
Монастырь основан в 1909 году. 10 октября 1909 года его освятил епископ Бессарабский и Измаильский Петр. В 1910 году епископ Петр принимает схиму и проживает здесь на покое до 1913 года. За это время в монастыре поселились 35 инокинь и послушниц. Обитель жила за счёт пожертвований и возделывания 2,5 десятин земли, выделенных сельским обществом.
После владыки Петра в монастыре служил о. Нил, а затем о. Таврион (Моргунов), умерший в 1933 году. В 1944 году в монастыре проживало 8 монахинь и 16 послушниц, настоятелем монастыря был священноинок Таврион (Сметанин). В 1948 году обитель закрыта советской властью. В 1952—1954 годах монастырские строения были разрушены. Церковная утварь была передана в муравлёвскую Покровскую церковь, а хозяйственный инвентарь — в МТС.
12 июля 2008 года на месте алтаря бывшего монастырского храма установлен памятный крест.